# Luise Gottsched
Pour l’article homonyme, voir Johann Christoph Gottsched.
Luise Adelgunde Victoria Gottsched, née Kulmus le 11 avril 1713 à Dantzig et décédée le 26 juin 1762 à Leipzig, est une femme de lettres prussienne.

## Biographie
D’une éducation littéraire soignée, Luise Kulmus est mariée en 1735 à l’écrivain Gottsched, dont elle devient la « chère collaboratrice. ». Maitrisant l’anglais et le français, elle apprend le latin et le grec après son mariage et acquiert une solide connaissance des littératures anciennes et étrangères.
Elle traduit beaucoup de pièces de théâtre du français et de l’anglais, entre autres Caton d’Addison, Zaïre de Voltaire, Génie de Françoise de Graffigny. Grande figure de la traduction au siècle des Lumières, elle contribue a un tournant majeur à cette époque dans l'art de la traduction. En effet, jusque-là, les traductions effectuées pouvaient prendre de larges libertés relativement au texte original, l'essentiel étant de respecter l'élégance de la langue de traduction : les traductions effectuées alors, « ces "belles infidèles", héritées du classicisme du Grand Siècle, donnaient le ton et les exigences de la langue-cible l'emportaient sur la fidélité à l'original ». Luise Gottsched initie un renversement de perspective en 1739, lorsqu'elle publie dans le Spectateur un vigoureux plaidoyer pour  l'adoption d'une méthode qui respecte au plus près le sens du texte original et la logique de la langue-source. Diderot et Fréon lui emboîtent le pas dans la dénonciation de toute dénaturation du texte à traduire dans les années 1760.
Elle compose elle-même des tragédies, Aurélius, Panthée, etc., et des comédies, dont la Ménagère française (die Hausfranzösin) ; puis des Satires, contre les piétistes, contre les imitateurs de Klopstock, etc.
Ses Lettres, publiées par son amie Dorothea Henriette von Runkel (Briefe der Frau Louise Adelgunde Victorie Gottsched, geborne Kulmus, Dresde, 1771, 3 vol.), sont écrites avec vivacité et esprit.
Gottsched a donné un recueil posthume des Poèmes de sa femme, avec une Notice sur sa vie (Gedichte, Leipzig, 1763).

## Source
- Gustave Vapereau, Dictionnaire universel des littératures, Paris, Hachette, 1876, p. 913.